# Johnsonia (revista)
Johnsonia fue una publicación malacológica editada por el Museo de Anatomía Comparada de la Universidad de Harvard desde 1941 hasta 1975. Fue fundada por William J. Clench quien la nombró en honor a Charles W. Johnson quien fue una de las personas que influyo y convenció Clench a proseguir el estudio de los moluscos.
Johnsonia  centra sus publicaciones en estudios monográficos de moluscos del Atlántico occidental, en ella se puede hallar reseñas de libros, guías sobre dónde encontrar los diversos moluscos de área del atlántico occidental, así como dibujos y descripciones de estas especies de moluscos y artículos relacionados.